# Duabanga grandiflora

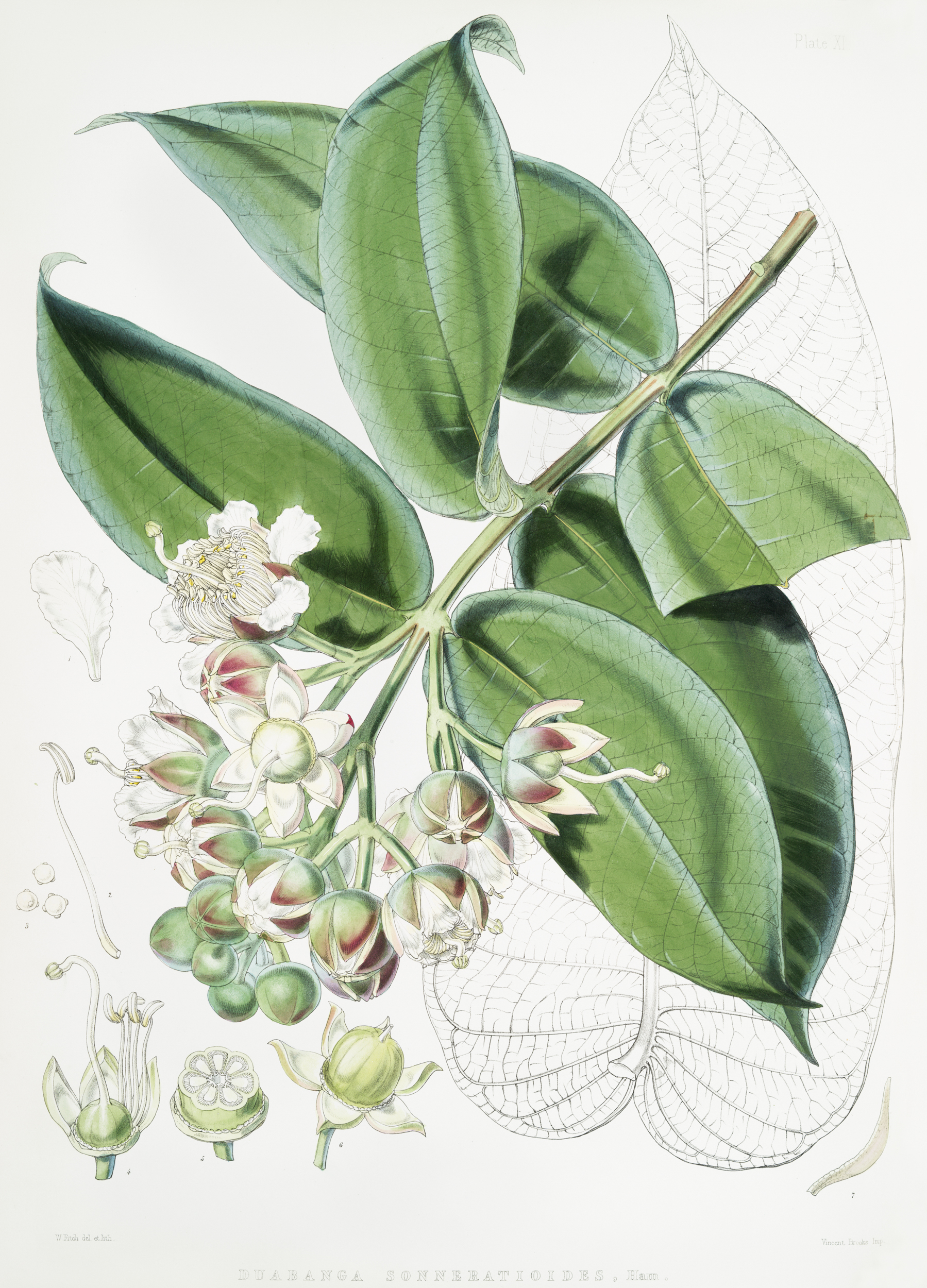
Illustration

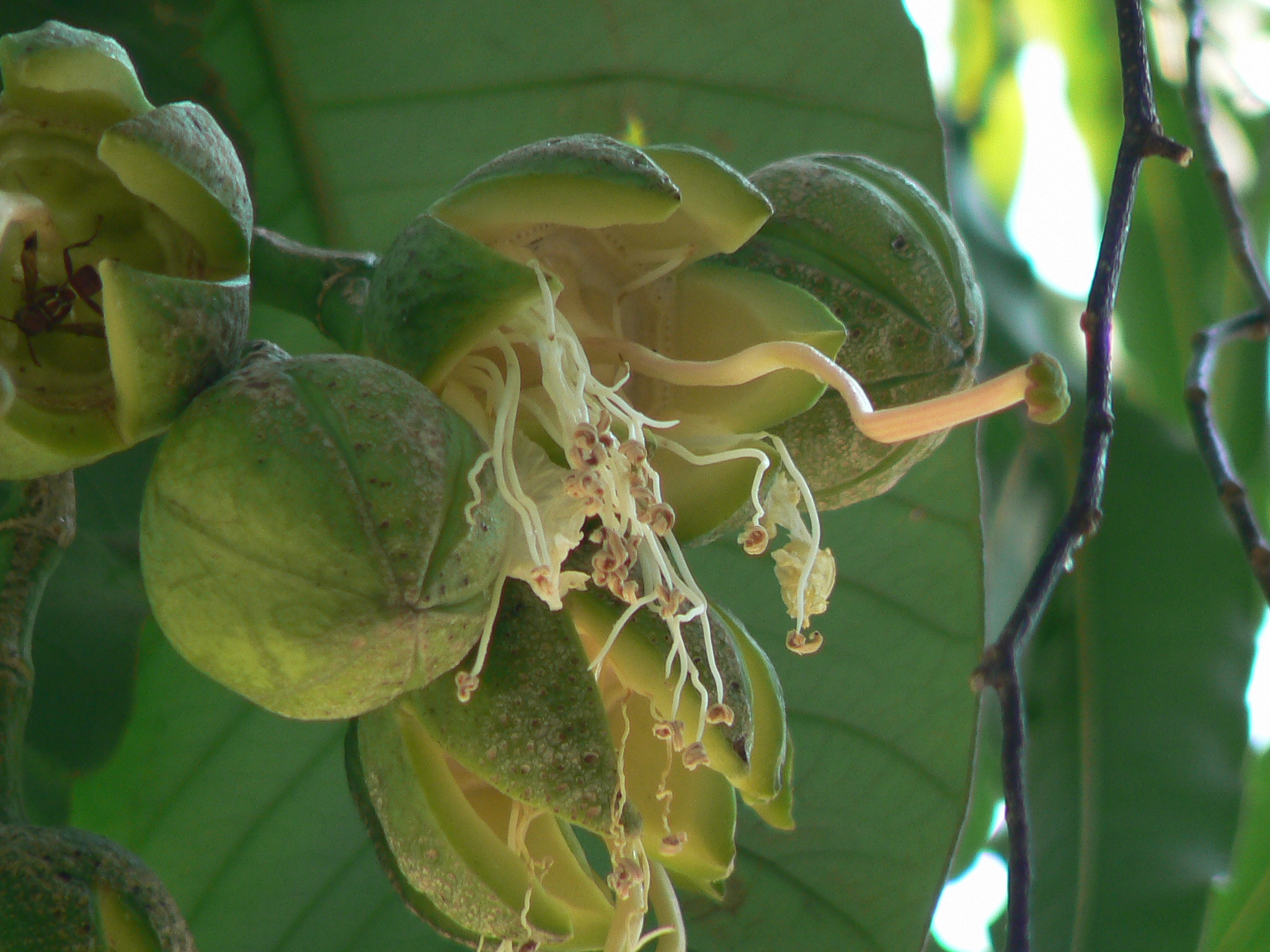
Blüte

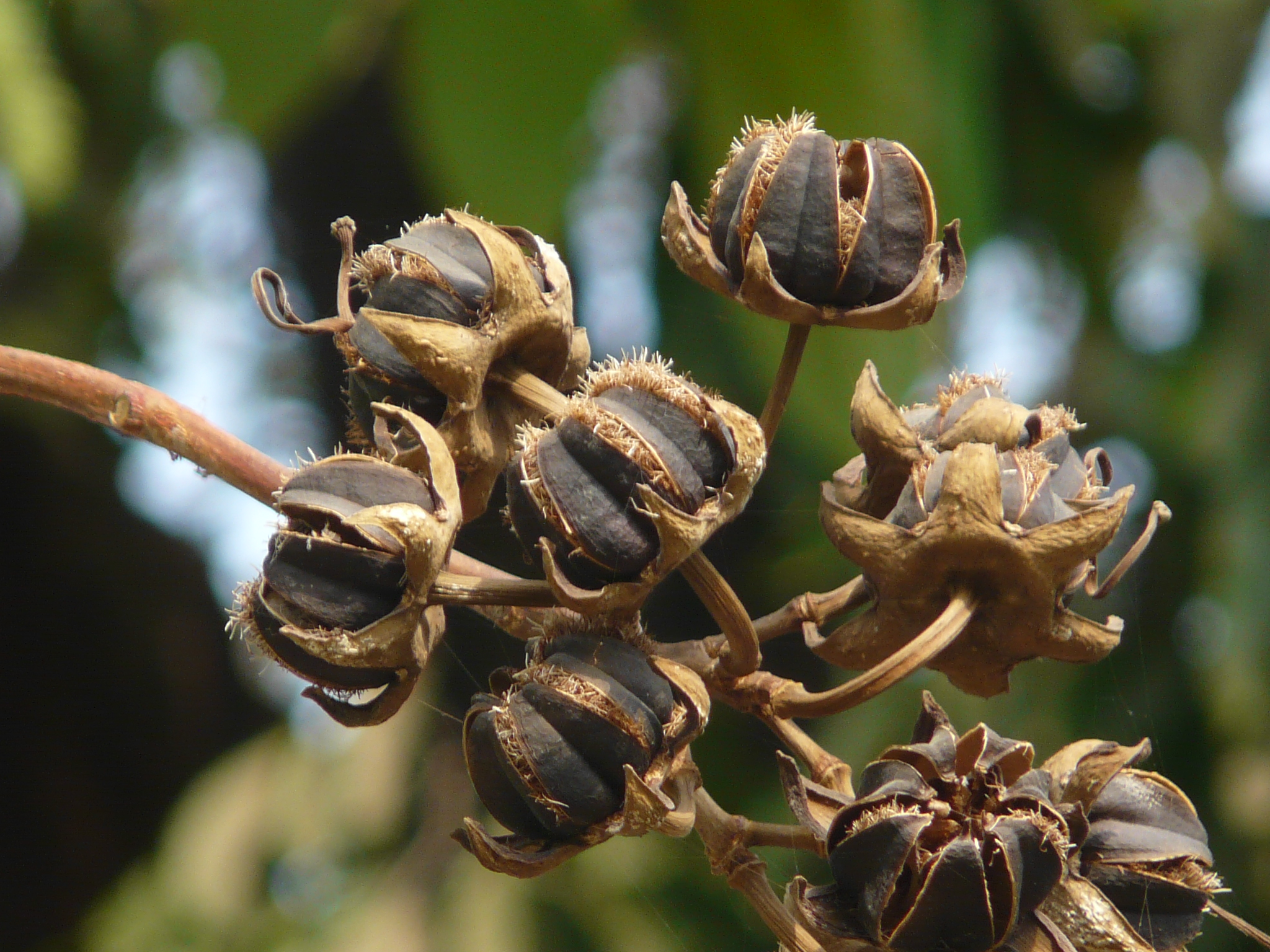
Reife, geöffnete Kapselfrüchte mit den unzähligen, kleinen Samen

Duabanga grandiflora ist ein Baum in der Familie der Weiderichgewächse aus Ostindien bis Südostasien und dem südwestlichen China.

## Beschreibung
Duabanga grandiflora wächst als immergrüner Baum bis über 30 Meter hoch. Der Stammdurchmesser erreicht bis zu 2 Meter. Die grau-braune Borke ist im Alter schuppig.
Die einfachen, kurz gestielten und kahlen, leicht ledrigen Laubblätter sind gegenständig. Der kurze Blattstiel wird bis zu 0,8–1,2 Zentimeter lang. Die ganzrandigen, bespitzten bis spitzen, unterseits helleren Blätter sind 10–27 Zentimeter lang und 4–10 Zentimeter breit. Sie sind eiförmig, -lanzettlich bis länglich und die Basis ist abgerundet bis leicht herzförmig. Die Nervatur ist gefiedert mit vielen Seitenadern und unterseits erhaben. Es sind sehr kleine Nebenblätter vorhanden.
Es werden endständige, mehr oder weniger hängende Schirmrispen gebildet. Die grünlich-weißen und duftenden, großen Blüten sitzen an einem dicklichen, 3–4 Zentimeter langen Stiel. Die ledrigen, dicken und fleischigen, grünlichen 4–7 Kelchblätter sind bis 3 Zentimeter lang, dreieckig sowie kurz breit-becherförmig verwachsen. Die 6–7 weißen, verkehrt-eiförmigen Petalen sind bis 4 Zentimeter lang. Es sind viele (50) und lange, freie Staubblätter, mit fadenförmigen, weißen Staubfäden und beweglichen Antheren, in zwei Kreisen vorhanden. Der mehrkammerige Fruchtknoten ist halboberständig mit einem langen und dicken Griffel mit kopfiger, gelappter sowie grüner Narbe. Die Blüten öffnen sich Nachts.
Es werden 3–4,5 Zentimeter große, halbkugelige, mehrklappige und vielsamige, dunkelbraune, ledrige Kapselfrüchte mit beständigem, trockenem Kelch gebildet. Die vielen, kleinen, flachen Samen sind beidseits geschwänzt und etwa 4–5 Millimeter lang.

## Taxonomie
Die Erstbeschreibung des Basionyms Lagerstroemia grandiflora erfolgte 1826 durch Augustin-Pyrame de Candolle nach William Roxburgh in Mém. Soc. Phys. Genève 3(2): 84. Die Umteilung in die Gattung Duabanga erfolgte 1843 durch Wilhelm Gerhard Walpers in Repert. Bot. Syst. 2: 114. Ein weiteres Synonym ist Duabanga sonneratioides Buch.-Ham.

## Verwendung
Die jungen, sauren Früchte werden roh oder gekocht gegessen.
Das mittelschwere, nicht beständige Holz wird für einige Anwendungen genutzt. Es ist bekannt als Duabanga.